# وست تگزاس اینترمیدیت

قیمت نفت وست تگزاس اینترمیدیت نسبت به قیمت نفت خام برنت

وست تگزاس اینترمیدیت (به انگلیسی: West Texas Intermediate) که به‌ طور مخفف WTI نیز گفته می‌شود نوعی نفت سبک است که به عنوان محک یا شاخص برای قیمت‌گذاری نفت در بازار های جهانی استفاده می‌شود. دلیل اصلی این نام‌گذاری آن است که این نفت سبک در غرب تگزاس استخراج می‌شود.
قیمت هر بشکه نفت این شاخص برای تحویل در ماه مه ۲۰۲۰، در جریان معاملات بازارهای جهانی، بزرگ‌ترین سقوط روزانه خود را تجربه کرد و با ۳۱۶ درصد کاهش به منفی ۳۹ دلار و ۵۵ سنت رسید که رقمی بی‌سابقه در طول تاریخ به‌ شمار می‌رود.
قیمت نفت وست تگزاس اینترمیدیت اغلب در گزارش‌های مربوط به قیمت نفت، در کنار قیمت نفت خام برنت از دریای شمال درج شده‌ است. سایر نشانگرهای مهم نفتی شامل نفت خام دبی، نفت خام عمان، نفت اورال و سبد مرجع اوپک است. وست تگزاس اینترمیدیت سبک‌تر و شیرین تر است و دارای گوگرد کمتری نسبت به برنت است و نسبت به نفت دبی یا عمان بسیار سبک‌تر و شیرین تر است. نفت خام برنت و وست تگزاس اینترمدیت (WTI) دو نوع نفت خام پرمعامله هستند و به عنوان معیاری برای تعیین قیمت نفت استفاده می شوند. تفاوت های اصلی بین این دو نوع نفت خام عبارتند از: محل استخراج و ترکیب بندی

## قیمت‌های نامتعارف
در ۱۳ آوریل ۲۰۰۷، بلومبرگ ال.پی. در گزارشی با مطالعهٔ برادران لمن اظهار داشت که قیمت WTI معیار خوبی برای قیمت جهانی نفت نیست. در ۲۴ مه ۲۰۰۷، قیمت نفت وست تگزاس اینترمیدیت ۶۳٫۵۸ دلار در هر بشکه بود در حالیکه قیمت نفت برنت ۷۱٫۳۹ دلار در هر بشکه بود. این ناهنجاری شاید به دلیل کمبود موقتی ظرفیت پالایش رخ داده‌ است.
در ۲۰ آوریل ۲۰۲۰، قرارداد ماه مه WTI با قیمت -۳۷٫۶۳ دلار در هر بشکه بسته شد در حالی که قرارداد ژوئن با ۲۰٫۴۳ دلار در هر بشکه بسته شده بود. قیمت‌ها عمدتاً به دلیل بیماری همه گیر کروناویروس ۲۰۱۹، که باعث کاهش تقاضا شد، کاهش یافت و مشکلات مربوط به ذخیره‌سازی و انقضای قرارداد ماه مه در روز بعد منجر به کاهش معاملات شد.